# Douglas Pereira
Douglas Pereira dos Santos (Monte Alegre de Goiás, Brasil, 6 de agosto de 1990) es un exfutbolista brasileño que jugaba como defensa. Su último club fue el Beşiktaş J. K. de la Superliga de Turquía.

## Trayectoria

### Goiás E. C.
Formado en las categorías inferiores del Goiás E. C., debutó con el primer equipo el 20 de junio de 2009 en un partido contra el Grêmio disputado en la séptima jornada del Campeonato Brasileño que finalizó con el resultado de 2-2. Marcó su primer gol en una victoria por 4-1 ante el E. C. Vitória en el estadio Serra Dourada correspondiente a la jornada once de la Serie B 2011.

### São Paulo F. C.
El 11 de febrero de 2012 se confirmó su traspaso al São Paulo F. C. con un contrato por tres temporadas. Debido a que se encontraba de baja por una lesión de pubis, no pudo realizar su debut hasta el 2 de mayo en un partido de la Copa de Brasil 2012 disputado ante el Ponte Preta en el que el São Paulo fue derrotado por 1-0. Marcó su primer gol con la camiseta tricolor en su tercer partido con el equipo, en un encuentro de la Copa de Brasil jugado contra sus excompañeros del Goiás E. C.
Douglas había llegado al São Paulo como una solución para la banda derecha tras la salida de Cicinho, quien hizo historia en esa posición. Sin embargo, Douglas no pudo proporcionar un buen nivel de juego como cuando militaba en el Goiás por lo que fue ampliamente criticado por la afición, además de sumarse al ataque como extremo por decisión del entrenador Ney Franco, lugar vacante desde la partida de Lucas Moura.
El 26 de febrero de 2014, Douglas discute con su entrenador Muricy Ramalho debido al nivel de juego que el jugador mostraba en el campo, lo que los llevó a enfrentarse en el vestuario en el entretiempo del partido, finalmente el entrenador se disculpa y mantiene al lateral dentro del equipo.

### F. C. Barcelona
El 26 de agosto de 2014 el F. C. Barcelona anunció la incorporación del jugador hasta 2019 a cambio de 4 millones de euros más otros 1,5 millones en concepto de variables. Fue presentado en el Camp Nou el 29 de agosto. Debutó el 24 de septiembre en un partido ante el Málaga C. F. perteneciente a la quinta jornada de la campaña 2014-15 que finalizó 0-0 y en el que jugó 73 minutos. Sin embargo, con el paso del tiempo apenas tuvo participación y fue dejado habitualmente fuera de las convocatorias por Luis Enrique. En los cinco partidos que disputó sólo cabe destacar una asistencia a Adriano Correia en la victoria por 4-0 ante el Elche C. F., en los octavos de final de la Copa del Rey. Durante la siguiente temporada participó únicamente en tres partidos.

### Real Sporting de Gijón
El 26 de agosto de 2016 se confirmó su cesión al Real Sporting de Gijón para la temporada 2016-17. Hizo su debut el 17 de septiembre en una derrota por 5-0 frente al Club Atlético de Madrid y anotó su primer gol en el fútbol español el 4 de diciembre en una victoria por 3-1 contra el C. A. Osasuna en el estadio El Molinón. Jugó un total de veintitrés partidos y marcó tres goles, pero el Sporting descendió a Segunda División.

### S. L. Benfica
Después de realizar la pretemporada con el Barcelona, el 30 de agosto de 2017 se anunció su cesión al S. L. Benfica para la campaña 2017-18. Debutó el 14 de octubre ante el S. C. Olhanense en la Copa de Portugal. Su debut en la liga llegó el 20 de enero de 2018 ante el G. D. Chaves. Al término de la temporada participó en un total de once encuentros oficiales.

### Sivasspor
El 23 de julio de 2018 fue cedido al Sivasspor turco por una temporada. Su debut se produjo el 11 de agosto en el primer partido de la Superliga de Turquía ante el Alanyaspor, en el que su equipo venció por 1-0 y Douglas dio la asistencia del gol. En el siguiente encuentro, ante el Trabzonspor, marcó su primer gol en una derrota por 3-1.

### Beşiktaş J. K.
Tras quedar libre al finalizar su contrato con el Barcelona, el 27 de julio de 2019 firmó por tres temporadas con el Beşiktaş J. K.

## Selección nacional
Fue internacional con la selección brasileña sub-20 y participó en el Campeonato Sudamericano y el Mundial sub-20 de 2009.

## Estadísticas

### Clubes
Actualizado el 26 de enero de 2020.
| Club | Div.                | Temporada           | Liga  | Liga  | Copas nacionales(1) | Copas nacionales(1) | Copas internacionales(2) | Copas internacionales(2) | Otras competiciones(3) | Otras competiciones(3) | Total | Total |
| Club | Div.                | Temporada           | Part. | Goles | Part.               | Goles               | Part.                    | Goles                    | Part.                  | Goles                  | Part. | Goles |
| --- | ------------------- | ------------------- | ----- | ----- | ------------------- | ------------------- | ------------------------ | ------------------------ | ---------------------- | ---------------------- | ----- | ----- |
| Goiás · Brasil |                     |                     |       |       |                     |                     |                          |                          |                        |                        |       |       |
| 1.ª | 2009                | 14                  | 0     | 0     | 0                   | 1                   | 0                        | -                        | -                      | 15                     | 0     |       |
| 1.ª | 2010                | 24                  | 0     | 0     | 0                   | 8                   | 0                        | -                        | -                      | 32                     | 0     |       |
| 2.ª | 2011                | 26                  | 5     | 0     | 0                   | -                   | -                        | -                        | -                      | 26                     | 5     |       |
| Total club | Total club          | 66                  | 5     | 0     | 0                   | 9                   | 0                        | -                        | -                      | 75                     | 5     |       |
| São Paulo · Brasil | 1.ª                 | 2012                | 33    | 2     | 0                   | 0                   | 7                        | 0                        | -                      | -                      | 40    | 2     |
| São Paulo · Brasil | 1.ª                 | 2013                | 26    | 1     | 0                   | 0                   | 14                       | 0                        | 3                      | 0                      | 43    | 1     |
| São Paulo · Brasil | 1.ª                 | 2014                | 10    | 1     | 0                   | 0                   | -                        | -                        | -                      | -                      | 10    | 1     |
| São Paulo · Brasil | Total club          | Total club          | 69    | 4     | 0                   | 0                   | 21                       | 0                        | 3                      | 0                      | 93    | 4     |
| F. C. Barcelona · España | 1.ª                 | 2014-15             | 2     | 0     | 3                   | 0                   | 0                        | 0                        | 0                      | 0                      | 5     | 0     |
| F. C. Barcelona · España | 1.ª                 | 2015-16             | 1     | 0     | 2                   | 0                   | 0                        | 0                        | 0                      | 0                      | 3     | 0     |
| F. C. Barcelona · España | Total club          | Total club          | 3     | 0     | 5                   | 0                   | 0                        | 0                        | 0                      | 0                      | 8     | 0     |
| Real Sporting de Gijón · España | 1.ª                 | 2016-17             | 21    | 3     | 2                   | 0                   | -                        | -                        | -                      | -                      | 23    | 3     |
| Real Sporting de Gijón · España | Total club          | Total club          | 21    | 3     | 2                   | 0                   | -                        | -                        | -                      | -                      | 23    | 3     |
| SL Benfica Portugal | 1.ª                 | 2017-18             | 5     | 0     | 3                   | 0                   | 3                        | 0                        | -                      | -                      | 11    | 0     |
| SL Benfica Portugal | Total club          | Total club          | 5     | 0     | 3                   | 0                   | 3                        | 0                        | -                      | -                      | 11    | 0     |
| Sivasspor Turquía | 1.ª                 | 2018-19             | 32    | 3     | 0                   | 0                   | -                        | -                        | -                      | -                      | 32    | 3     |
| Sivasspor Turquía | Total club          | Total club          | 32    | 3     | 0                   | 0                   | -                        | -                        | -                      | -                      | 32    | 3     |
| Beşiktaş J. K. Turquía | 1.ª                 | 2019-20             | 5     | 0     | 0                   | 0                   | 2                        | 0                        | -                      | -                      | 7     | 0     |
| Beşiktaş J. K. Turquía | Total club          | Total club          | 5     | 0     | 0                   | 0                   | 2                        | 0                        | -                      | -                      | 7     | 0     |
| Total en su carrera | Total en su carrera | Total en su carrera | 201   | 15    | 10                  | 0                   | 35                       | 0                        | 3                      | 0                      | 249   | 15    |
| (1)Incluye Copa de Brasil, Copa del Rey, Copa de Portugal, Supercopa de Portugal y Copa Turca. (2)Incluye Copa Sudamericana, Copa Libertadores de América, Liga de Campeones de la UEFA y Liga Europa de la UEFA. (3)Incluye Recopa Sudamericana, Copa Suruga Bank y Mundial de Clubes. |                     |                     |       |       |                     |                     |                          |                          |                        |                        |       |       |

## Palmarés

### Campeonatos nacionales
| Título              | Club            | País   | Año  |
| ------------------- | --------------- | ------ | ---- |
| Liga española       | F. C. Barcelona | España | 2015 |
| Copa del Rey        | F. C. Barcelona | España | 2015 |
| Liga española       | F. C. Barcelona | España | 2016 |
| Copa del Rey        | F. C. Barcelona | España | 2016 |
| Supercopa de España | F. C. Barcelona | España | 2016 |

### Campeonatos internacionales
| Título                       | Club                       | Sede                                        | Año  |
| ---------------------------- | -------------------------- | ------------------------------------------- | ---- |
| Sudamericano sub-20          | Selección brasileña sub-20 | Venezuela                                   | 2009 |
| Copa Sudamericana            | São Paulo F. C.            | Buenos Aires (Argentina) São Paulo (Brasil) | 2012 |
| Liga de Campeones de la UEFA | F. C. Barcelona            | Berlín (Alemania)                           | 2015 |
| Copa Mundial de Clubes       | F. C. Barcelona            | Japón                                       | 2015 |